# فالي فيو (أوهايو)
فالي فيو (بالإنجليزية: Valley View, Ohio)‏ هي منطقة سكنية تقع في الولايات المتحدة في مقاطعة كاياهوغا، أوهايو. يقدر عدد سكانها بـ 2,034 نسمة ومساحتها 14.43 كم2 وترتفع عن سطح البحر 0 متر.

## التركيبة السكانية
قام مكتب تعداد الولايات المتحدة بتحديد بيانات التركيبة السكانية لفالي فيو في تعداد الولايات المتحدة. في ما يلي، التركيبة السكانية حسب تعدادي 2000 و2010.

### تعداد عام 2000
بلغ عدد سكان فالي فيو 2,179 نسمة بحسب تعداد عام 2000، وبلغ عدد الأسر 779 أسرة وعدد العائلات 634 عائلة مقيمة في القرية. في حين سجلت الكثافة السكانية 386.9 نسمة لكل ميل مربع (149.4/كم2). وبلغ عدد الوحدات السكنية 794 وحدة بمتوسط كثافة قدره 141.0 نسمة لكل ميل مربع (54.4/كم2).
وتوزع التركيب العرقي للقرية بنسبة 98.26% من البيض و 0.05% من الأمريكيين الأصليين و 0.69% من الأمريكيين ذوي الأصول الآسيوية و 0.32% من الأمريكيين الأفارقة و 0.32% من عرقين مختلطين أو أكثر.
بلغ عدد الأسر 779 أسرة كانت نسبة 34.0% منها لديها أطفال تحت سن الثامنة عشر تعيش معهم، وبلغت نسبة الأزواج القاطنين مع بعضهم البعض 70.9% من أصل المجموع الكلي للأسر، ونسبة 7.8% من الأسر كان لديها معيلات من الإناث دون وجود شريك، وكانت نسبة 18.6% من غير العائلات. تألفت نسبة 16.4% من أصل جميع الأسر من أفراد ونسبة 6.8% كانوا يعيش معهم شخص وحيد يبلغ من العمر 65 عاماً فما فوق. وبلغ متوسط حجم الأسرة المعيشية 3.16، أما متوسط حجم العائلات فبلغ 2.80.
بلغ العمر الوسطي للسكان 42 عاماً. وكانت نسبة 24.0% من القاطنين تحت سن الثامنة عشر، وكانت نسبة 7.6% بين الثامنة عشر والأربعة وعشرون عاماً، ونسبة 23.8% كانت واقعةً في الفئة العمرية ما بين الخامسة والعشرون حتى والأربعة وأربعون عاماً، ونسبة 30.7% كانت ما بين الخامسة والأربعون حتى الرابعة والستون، ونسبة 14.0% كانت ضمن فئة الخامسة والستون عاماً فما فوق. يوجد لكل 100 أنثى 99.4 ذكر، ويوجد لكل 100 أنثى في الثامنة عشر من عمرها فما فوق 95.2 ذكر.
بلغ متوسط دخل الأسرة في القرية 64,063 دولار، أما متوسط دخل العائلة فبلغ 71,080 دولار. وكان متوسط دخل الذكور 50,521 دولار مقابل 32,589 دولار للإناث. وسجل دخل الفرد الخاص بالقرية 26,560 دولار. وكانت نسبة 2.8% من العائلات ونسبة 3.1% من السكان تحت خط الفقر، وكان من هؤلاء نسبة 4.3% تحت سن الثامنة عشر ونسبة 3.3% في الخامسة والستين من العمر وما فوق.

### تعداد عام 2010
بلغ عدد سكان فالي فيو 2,034 نسمة بحسب تعداد عام 2010، وبلغ عدد الأسر 758 أسرة وعدد العائلات 583 عائلة مقيمة في القرية. في حين سجلت الكثافة السكانية 373.9 نسمة لكل ميل مربع (144.4/كم2). وبلغ عدد الوحدات السكنية 790 وحدة بمتوسط كثافة قدره 145.2 لكل ميل مربع (56.1/كم2).
وتوزع التركيب العرقي للقرية بنسبة 96.9% من البيض و 0.9% من الأمريكيين ذوي الأصول الآسيوية و 0.1% من سكان جزر المحيط الهادئ و 0.2% من الأمريكيين الأفارقة و 1.4% من عرقين مختلطين أو أكثر.
بلغ عدد الأسر 758 أسرة كانت نسبة 30.5% منها لديها أطفال تحت سن الثامنة عشر تعيش معهم، وبلغت نسبة الأزواج القاطنين مع بعضهم البعض 65.6% من أصل المجموع الكلي للأسر، ونسبة 7.5% من الأسر كان لديها معيلات من الإناث دون وجود شريك، بينما كانت نسبة 3.8% من الأسر لديها معيلون من الذكور دون وجود شريكة وكانت نسبة 23.1% من غير العائلات. تألفت نسبة 19.5% من أصل جميع الأسر من أفراد ونسبة 10.1% كانوا يعيش معهم شخص وحيد يبلغ من العمر 65 عاماً فما فوق. وبلغ متوسط حجم الأسرة المعيشية 3.09، أما متوسط حجم العائلات فبلغ 2.68.
بلغ العمر الوسطي للسكان 47.3 عاماً. وكانت نسبة 21.2% من القاطنين تحت سن الثامنة عشر، وكانت نسبة 6.6% بين الثامنة عشر والأربعة وعشرون عاماً، ونسبة 18.8% كانت واقعةً في الفئة العمرية ما بين الخامسة والعشرون حتى والأربعة وأربعون عاماً، ونسبة 37.1% كانت ما بين الخامسة والأربعون حتى الرابعة والستون، ونسبة 16.3% كانت ضمن فئة الخامسة والستون عاماً فما فوق. وتوزع التركيب الجنسي للسكان بنسبة 50.6% ذكور و49.4% إناث.

## الموقع الجغرافي
الموقع الجغرافي للمناطق المحيطة بهذه النقطة هو كالتالي: